# 里维尼亚诺-泰奥尔

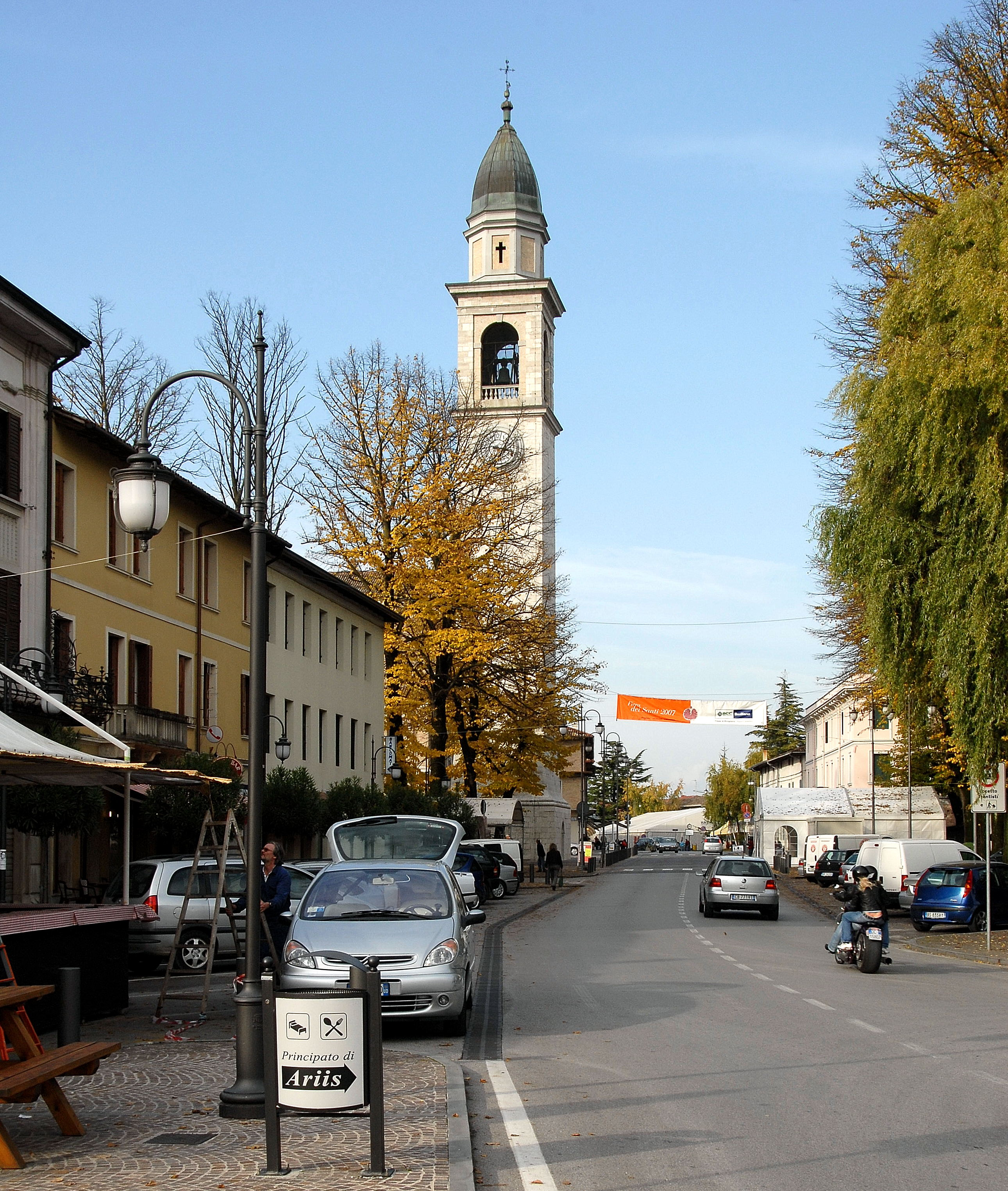
里维尼亚诺的主街

里维尼亚诺-泰奥尔（義大利語：Rivignano Teor）是意大利弗留利-威尼斯朱利亚大区烏迪內省的市镇。市镇面积为47.43平方公里，2017年人口数量为6,305人。
该市镇成立于2014年1月1日，由里维尼亚诺和泰奥尔两市镇合并而成。